# Amorgos
Amorgós är en grekisk ö i Kykladerna med cirka 1 800 invånare. Den är drygt 126 km² stor, och är den av Kykladerna som ligger närmast den närbelägna ögruppen Dodekanisos. På Amorgos finns många arkeologiska lämningar, både från förhistorisk tid och från olika historiska epoker.
Amorgos är en avlång ö med stundtals branta klippor och mjuka stränder. Saknar flygplats men har båtförbindelse med Astypalea, Donoussa, Iraklia, Kalymnos, Kos, Koufonissi, Kastelorizo, Mykonos, Naxos, Nisyros, Paros, Pireus, Rafina, Rhodos, Schinoussa, Symi, Syros, Tinos, Tilos. 
Huvudorten Katapola rymmer bl.a. en kyrka som byggts på samma grund som ett antikt tempel helgat åt Apollon, en venetiansk borg och flera arkeologiska lämningar från förhistorisk tid. Nära staden Chora finns ett Grekisk-ortodoxt kloster.